# 崔世珍
崔世珍（韓語：최세진，1473年—1542年），字公瑞（공서），忠清道槐山郡人，韩国李氏朝鲜时期的著名语文学家、教育家、翻译家。
崔世珍于燕山君时代（연산군，1494年-1509年）之1503年登科，历任通训大夫、承文院提调、同知中枢府事，兼任讲隶院教授，讲授汉语、吏文，培养翻译人才。他精通吏读、韩文和汉语文，对音韵学和文字学造诣颇深。
其著作多为韵书、字书和汉文、韩文对译的谚解书籍。其中影响最大的是《老乞大谚解》、《朴通事谚解》、《四声通解》和《训蒙字会》。《老乞大》、《朴通事》是当时李氏朝鲜流传很廣的汉语教材，他用新创制的諺文对这两本书进行对译，並用这一套拼音文字代替传统的反切给汉字注音。
1517年编纂了《四声通解》，用韩文给汉字注音释义。1527年编著《训蒙字会》（《훈몽자회》），用韩文对3360个常用汉字注音释义。在《训蒙字会》凡例中，根据口语实际，他对1444年创制的韩文文字提出了改进方案，並重排了字母顺序，首次规定了韩文字母的名称。现行的韩文字母名称和排列顺序就是在此基础上补充修订的。
崔世珍也是韩国汉语文教育史上最大的贡献者。以崔世珍的出现为标志，韩国李朝的汉语文教育进入了空前的鼎盛期，为後世留下了异常豐厚的语言学遗产。他为韩国的汉语文教育做出了历史性的重大贡献。